# Karl Friedrich Titho
Karl Friedrich Titho (Feldrom, 14 maggio 1911 – Horn-Bad Meinberg, 18 giugno 2001) è stato un militare tedesco, Untersturmführer delle SS e comandante del campo di Fossoli e di Bolzano.

## Biografia
Titho si unì alle SS nel 1932 e al Partito nazista nel 1933. Dal 1942 fu una guardia del campo di concentramento di Amersfoort e nel 1943 si trasferì nel campo di concentramento di Herzogenbusch. Quando Wilhelm Harster fu a capo del Sicherheitsdienst in Italia nel settembre 1943, quest'ultimo scelse Titho come suo autista. Harster nominò Titho comandante del campo di Fossoli nel maggio 1944 e, dopo la chiusura di quest'ultimo, Titho divenne comandante del campo di transito di Bolzano, carica che mantenne fino alla fine della guerra.
Poco prima della chiusura del campo di Fossoli come campo di transito per gli ebrei, il 12 luglio 1944 il comandante del campo Titho sovrintese l'esecuzione di 67 persone, noto come eccidio di Cibeno.
Nel 1951 Titho fu condannato a sei anni di reclusione nei Paesi Bassi per crimini di guerra, essendo stato coinvolto nell'esecuzione di prigionieri sovietici. Gli venne dato un anno in più per i suoi maltrattamenti ai prigionieri olandesi, ma fu portato in Germania nel 1953 dopo che i Paesi Bassi si erano rifiutati di estradare Titho in Italia nel 1951. 
Nei primi anni '70, il procuratore di stato a Dortmund, indagò sul suo ruolo nel massacro di Cibeno e sulla deportazione dei prigionieri ebrei nel campo di concentramento di Auschwitz dai campi di Fossoli e Bolzano. I due capi del dipartimento che investigavano su Titho erano entrambi membri del Partito nazista da tempo remoto, e il caso venne chiuso perché non si poteva dimostrare che Titho sapeva che gli ebrei deportati ad Auschwitz sarebbero stati uccisi lì e non era chiaro se alla fine fossero stati effettivamenti uccisi.

### Morte
Titho è morto nel 2001; e poco prima di morire, l'ufficiale nazista ammise di essere stato, in quanto membro delle SS, colpevole dei crimini commessi e per questo motivo, si scusò con le vittime e i loro familiari dimostrando pentimento.